# Ryan Lindgren
Ryan Lindgren (Burnsville, Minnesota, 11 de febrero de 1998), apodado Lindy o The Warrior, es un jugador profesional estadounidense de hockey sobre hielo que se desempeña en la posición de defensor izquierdo en New York Rangers, equipo de la National Hockey League (NHL).

## Carrera
Fue seleccionado en la segunda ronda en la NHL Entry Draft de 2016. En 2018 hizo su debut profesional con el equipo New York Rangers, donde lleva jugando seis temporadas.